# Плащане на клик
Pay per click или PPC (в превод от английски: плащане на щракване) е онлайн реклама, която се продава и предлага на уебстраници с много посетители, или на PTC (pay to click) страници, където потребителите получават пари за тяхното посочване и щракване. Тази услуга може да се сравнява с рекламите по целия свят, защото и за нейното пространство в интернет трябва да се плаща.
Както всеки, който се опитва да продаде даден продукт, първо трябва да намери аудитория, на която да може да го рекламира. За тази цел се използват рекламите, както и PPC услугите. Освен запознанство на продукта, уебсайтовете имат и друга полза от PPC: получаването на уеб трафик. Трафикът е жизненоважен за всеки уебсайт, защото без него не би могъл да се класиране добре в различните интернет търсачки.
Съществуват различни видове PPC платформи, които предоставят на онлайн бизнеса възможност за този подход при реализиране на рекламни кампании в Интернет. Някои от най-популярните са тези, представени от най-голямата социална мрежа Meta(Meta Ads) и от най-използваната търсачка Google (Google Ads). На практика почти всяка социална мрежа има подобна PPC платформа.
Използването на PPC реклама има съответен комплексен ефект за общия маркетингов микс.Така например използването на рекламната PPC платформа на Google(Google Ads) за реализиране на маркетинг кампании има възможност да подпомага анализа на ефективността на отделните ключови думи и фрази, както и разширяването на семантичното ядро, за което сайта се оптимизира органично в търсещите машини.